# La Creueta (Subirats)
La Creueta és una muntanya de 527 metres que es troba al municipi de Subirats, a la comarca de l'Alt Penedès.